# Жул Дасен
Жул Дасен (на френски: Jules Dassin; на английски: Julius Dassin) е американски кинорежисьор и актьор , класик на жанра филм ноар, носител на наградата на Фестивала в Кан за най-добър режисьор (1955). Баща на френския певец Жо Дасен и съпруг на гръцката актриса Мелина Меркури.

## Биография
Жул Дасен е роден с името Джулиус Дасен в Мидълтаун, окръг Мидълсекс, щата Кънектикът, САЩ в семейството на руски евреи, емигранти от Одеса. Скоро след раждането му семейството се премества в нюйоркския район Харлем.
Жул Дасен започва театрална кариера като актьор в Ню Йорк в еврейската работническа трупа „АРТЕФ“ през 1934 г., като от 1936 г. е вече в основния актьорски състав. Едновременно с това припечелва допълнително като автор на радиосценарии.
След разпада на трупата „АРТЕФ“ през 1940 г. Жул Дасен пристига в Лос Анджелис и скоро след това започва работа в Холивуд, където подписва седемгодишен договор с филмовата компания “Metro-Goldwyn-Mayer“ и още на следващата година дебютира с късометражната екранизация „The Tell-Tale Heart“ по разказ на Едгар Алан По. През 40-те години Жул Дасен снима множество филми, но през 1947 г. прекъсва договора си с „Metro-Goldwyn-Mayer“ и се връща в Ню Йорк. Започва да сътрудничи на независими кинокомпании и снима четири култови криминални „черни“ филма, носещи му известност и финансов успех – „Brute Force“ (1947), „Naked City“ (1948) в Ню Йорк, „Thieves’ Highway“ (1949) в Сан Франциско и „Night and the City“ (1950) в Лондон.
Левичарските политическите възгледи и изяви на Дасен слагат край на обещаващата му холивудска кариера. Обявен за комунист през епохата на маккартизма в САЩ, той е включен в черния списък на американската кинематография и е принуден да замине за Европа през 1953 г. Заедно със семейството си (съпругата Беатрис Лонер, дъщерите Джули и Рики и сина Жо Дасен) се установява в Париж, който по това време е пристан на холивудските емигранти.
След няколко години неуспешни опити да се върне към работата си в киното във Франция и Италия Жул Дасен накрая успява да продължи режисьорската си кариера във Франция, впоследствие в Гърция и отново в САЩ, като режисира филмите „Rififi (Du Rififi chez les Hommes“ (1955), „Never on Sunday“ (Ποτέ την Κυριακή) (1959), „Phaedra“ (1961), „Topkapi“ (1964). Голяма част от филмите му, на първо място „Нощта и градът“, „Рифифи“ (с награда за най-добра режисура на Фестивала в Кан през 1955 г.) и „Топкапъ“ стават класика в жанра филм ноар. Според Франсоа Трюфо „Рифифи“ е най-добрият филм в този жанр.
През 1955 г. на фестивала в Кан Жул Дасен се запознава с младата гръцка актриса Мелина Меркури (1920 – 1994), развежда се с първата си жена Беатрис Лонер и в началото на 60-те години заедно с новата си съпруга Мелина Меркури се установява в Гърция. Двамата се превръщат в национални герои на Гърция. Мелина Меркури се снима в главните роли в няколко филма на Жул Дасен от този периода: „Never on Sunday“ (Ποτέ την Κυριακή) (1959), „Phaedra“ (1961), „Topkapi“ (1964) и „Dream of Passion“ (1978).
Жул Дасен е продуцент и сценарист или съсценарист на повечето свои филми, като дори се снима в някои от тях под псевдонима Perlo Vita. Във филма „Never on Sunday“ (1959) Дасен и Меркури играят главните роли. В годините на диктатурата в Гърция (1967 – 1974) те живеят в Ню Йорк и във Франция, а впоследствие отново се завръщат в Атина, където Мелина Меркури става член на гръцкия парламент, а през 1981 г. – министър на културата на Гърция. След 1980 г., уморен от трудностите по финансирането на некомерсиално кино, Жул Дасен поставя основно театрални постановки в Атина. След смъртта на Мелина Меркури през 1994 г. остава да живее сам в гръцката столица до смъртта си през 2008 г.

## Филмография
| Година | Филм            | Оригинално заглавие                |
| ------ | --------------- | ---------------------------------- |
| 1941   |                 | The Tell-Tale Heart                |
| 1942   |                 | Nazi Agent                         |
| 1942   |                 | The Affairs of Martha              |
| 1942   |                 | Reunion in France                  |
| 1943   |                 | Young Ideas                        |
| 1944   |                 | The Canterville Ghost              |
| 1946   |                 | Two Smart People                   |
| 1946   |                 | A Letter for Evie                  |
| 1947   |                 | Brute Force                        |
| 1948   |                 | The Naked City                     |
| 1949   |                 | Thieves' Highway                   |
| 1950   |                 | Night and the City                 |
| 1955   | Рифифи          | Du rififi chez les hommes          |
| 1957   |                 | Celui qui doit mourir              |
| 1959   | Законът         | La Legge                           |
| 1960   | Никога в неделя | Pote tin Kyriaki (Never on Sunday) |
| 1962   |                 | Phaedra                            |
| 1964   | Топкапъ         | Topkapi                            |
| 1966   | 10:30 P.M. Лято | 10:30 P.M. Summer                  |
| 1968   |                 | Hamilchama al hashalom             |
| 1968   |                 | Up Tight!                          |
| 1970   |                 | Promise at Dawn                    |
| 1974   |                 | The Rehearsal                      |
| 1978   |                 | Kravgi gynaikon                    |
| 1980   |                 | Circle of Two                      |